# Naturmaterial
Ett naturmaterial är en produkt eller fysisk materia som kommer från växter, djur eller marken. Vissa mineraler och vissa metaller som kan utvinnas ur dem (utan ytterligare modifiering) anses också tillhöra denna kategori.
- Biotiska material
  - Trä (exempelvis rotting, bambu, bark)
  - Naturfiber
    - Växtfiber (exempelvis bomull, lin, hampa)
    - Djurfiber (exempelvis ull, silke)
- Oorganiskt material
  - Natursten (exempelvis flinta, granit, obsidian, sandsten, sand, ädelsten)
  - Metaller (exempelvis koppar, järn, guld, silver, men ej exempelvis brons och stål som är legeringar)
  - Kompositmaterial (exempelvis lera, porslin, modellera)
- Andra naturmaterial
  - Jord